# Ørsted Sogn (Assens Kommune)
Ørsted Sogn ist eine Kirchspielsgemeinde (dän.: Sogn)
auf der Insel Fyn (dt.: Fünen)
im südlichen Dänemark. Bis 1970 gehörte sie zur Harde Båg Herred im damaligen Odense Amt, danach zur Glamsbjerg Kommune im
Fyns Amt, die im Zuge der  Kommunalreform zum 1. Januar 2007 in der
Assens Kommune in der Region Syddanmark aufgegangen ist.
Im Kirchspiel leben 552 Einwohner (Stand: 1. Januar 2023).
Im Kirchspiel liegt die Kirche „Ørsted Kirke“.
Nachbargemeinden sind im Norden Skydebjerg Sogn, im Nordosten Orte Sogn, im Osten Verninge Sogn, im Südosten Køng Sogn, im Süden Søllested Sogn, im Südwesten Vedtofte Sogn, im Westen Barløse Sogn und im Nordwesten Kerte Sogn.